# Wiktor Władysław Puszczyński

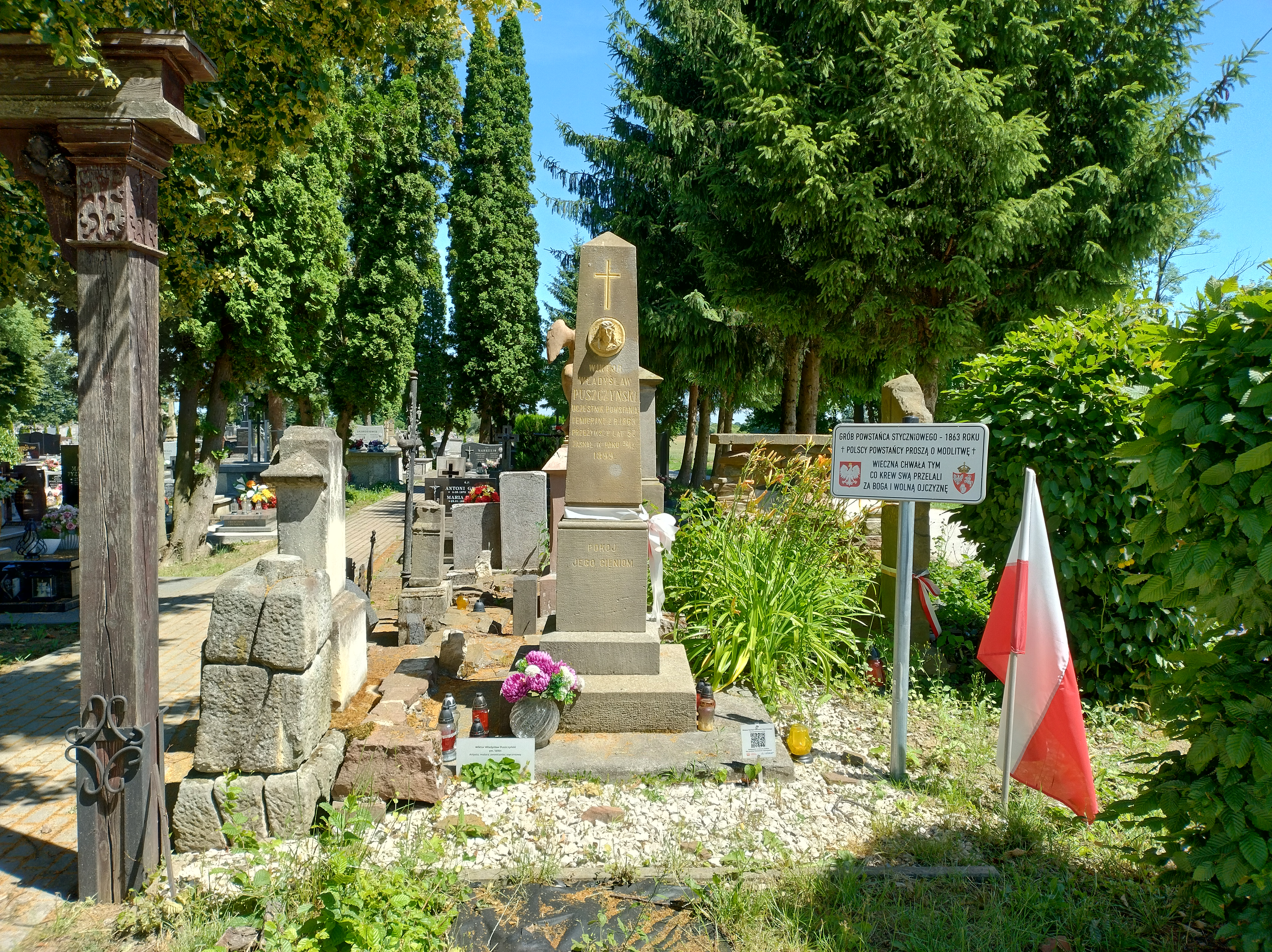
Grób Wiktora Władysława Puszczyńskiego na starym cmentarzu w Przecławiu

Wiktor Władysław Puszczyński (ur. 1842 w Radomiu, zm. 30 grudnia 1899) – polski malarz, uczestnik powstania styczniowego.

## Życiorys
Urodził się w Radomiu, w rodzinie malarza Antoniego Puszczyńskiego. Według innego źródła pochodził z Wielkopolski. Wziął udział w powstaniu styczniowym. Po jego upadku zamieszkał na zamku w Przecławiu, u swego krewnego Mieczysława Reya. W Przecławiu pełnił funkcję burmistrza. 
Był żonaty z Franciszką z Królickich. Został pochowany na starym cmentarzu w Przecławiu.

## Twórczość
Puszczyński w swoich pracach zazwyczaj wzorował się na sztuce renesansu i baroku.
Był autorem polichromii m.in. w przecławskim zamku oraz w kościołach w Zgórsku, Kolbuszowej, Majdanie Królewskim, Sędziszowie Małopolskim i Gosprzydowej. Ponadto wykonał obrazy do kościołów w Przecławiu i Rzochowie oraz do kapliczki „Na Woli” w Przecławiu.